# Хасан Пајкер
Хасан Доган Пајкер (енгл. Hasan Doğan Piker; Њу Брансвик; 25. јул 1991), такође познат као ХасанАби (HasanAbi) (аби на турском значи велики брат), је турско-амерички Твич стример и левичарски политички коментатор. Претходно је радио као телевизијски новинар и продуцент у The Young Turks и као колумниста у ХафПост-у. Тренутно је један од најгледанијих и највише претплаћених стримера на Твич-у, где покрива вести, игра разне видео игрице и расправља о политици из социјалистичке перспективе.

## Биографија
Хасан Доган Пајкер је рођен од турских родитеља у Њу Брунсвику, Њу Џерзи, а одрастао је у Истанбулу, Турска. Током свог боравка у јавној школи у Турској, он описује да је био малтретиран због недостатка физичке способности и ставова.
Пајкер се вратио у Сједињене Државе и похађао Универзитет у Мајамију, а затим је прешао на Универзитет Рутгерс, где је дипломирао са похвалом са двоструким смером политичких наука и студија комуникација 2013. године.
Током своје последње године факултета 2013. године, Пајкер је стажирао за The Young Turks, прогресивну интернет емисију и мрежу чији је суоснивач његов ујак Џенк Ујгур. Након што је дипломирао, Пајкер је ангажован у одељењу за продају огласа и пословање мреже. Тражио је да води емисију када је била потребна замена, а касније је постао водитељ и продуцент.
Пајкер је почео да стримингује на Твич-у у марту 2018. године. Пајкер је рекао да је своју пажњу преусмерио са Фејсбука на Твич како би дошао до млађе публике, и због онога што је сматрао да је превласт десничарских коментатора на Јутјубу и недостатак левичарске репрезентације.
Пајкер се идентификује као прогресивац, левичар, марксиста и демократски социјалиста. Залагао се за демократију на радном месту, универзалну здравствену заштиту, интерсекционални феминизам, права ЛГБТ+ и контролу оружја; залагао се против рата, америчког империјализма, исламофобије, супериорности беле расе и капитализма.
Пајкер је одрастао као муслиман. Он је нећак Џенка Ујгура, творца The Young Turks. Пајкер тренутно живи у Лос Анђелесу.